# مال كايد (الريف الشرقي)
مال كايد (بالفارسية: مالکاید) هي منطقة سكنية تقع في إيران في قسم الريف الشرقي الريفي. يقدر عدد سكانها بـ 243 نسمة بحسب إحصاء 2016.